# Synagoga we Włodawie
Synagoga we Włodawie – synagoga typu bet midrasz znajdująca się we Włodawie, przy ulicy Czerwonego Krzyża 7. Usytuowana na zachód od Wielkiej Synagogi.
Synagoga została zbudowana w 1927 lub 1928 roku (tablica fundacyjna mówi o „roku 688 według skróconej daty od stworzenia świata” w kalendarzu żydowskim). Podzielona była na dwie części: salę modlitewną i szkółkę talmudyczną. Podczas II wojny światowej hitlerowcy zdewastowali budynek, który po jej zakończeniu przez wiele lat stał opuszczony.
W latach 80. XX wieku budynek poddano gruntownemu remontowi. W 1983 roku przejęło go Muzeum Pojezierza Łęczyńsko-Włodawskiego, które urządziło w nim pokoje administracji, pracownie naukowe muzeum, a także salę do wystaw czasowych. Obecnie wnętrze składa się z kilku niewielkich pomieszczeń na parterze oraz na poddaszu. Do budynku prowadzą dwa wejścia: od północy i od południa.